# Gustav Hache

Gustav Hache

Albert Theodor Gustav Hache (* 27. April 1835 in Fischenhausen, Ostpreußen; † 11. Januar 1886 in Essen) war ein deutscher Politiker. Er war Bürgermeister von Angermünde, Essen und Wolgast.

## Leben

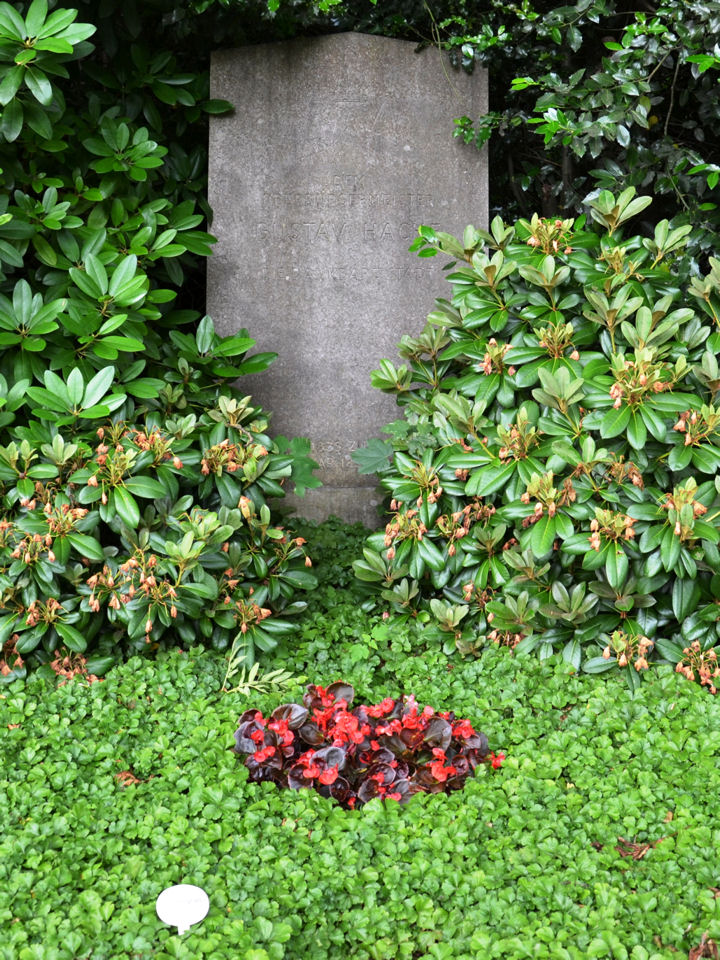
Grabmal auf dem Essener Ostfriedhof

Gustav Hache studierte Rechtswissenschaften. Seine Ausbildung setzte er an unterschiedlichen Gerichten fort. Er schied aus dem Justizdienst aus, um am 30. August 1863 Bürgermeister der Stadt Angermünde in der Uckermark zu werden. Seit 16. Januar 1865 bekleidete Hache danach das Bürgermeisteramt der pommerschen Stadt Wolgast, von der aus er sich für eine Bürgermeisterstelle in Essen bewarb.
Gustav Hache war vom 15. Oktober 1868 bis zu seinem Tod Bürgermeister der Stadt Essen. Damit fiel seine Amtszeit in die der Industrialisierung, in der Essen durch Einwanderung von Arbeitskräften für die aufstrebende Stahlindustrie und den boomenden Steinkohlenbergbau um rund 25.000 Einwohner rasant wuchs. Auch schied in seiner Amtszeit die Stadt Essen aus dem Landkreis Essen aus. Daraus folgte am 11. Juli 1873 die Verleihung des Titels Oberbürgermeister durch die königliche Kabinettsorder. Am 27. März 1875 erhielt Hache die Genehmigung zur Anlegung der goldenen Amtskette bei besonderen Gelegenheiten.
Ab 1878 war Gustav Hache Mitglied des Preußischen Herrenhauses.
Gustav Hache verstarb an einem Hirnschlag in seinem Amtszimmer, kurz nachdem er Friedrich Haumann als Beigeordneten in sein Amt eingeführt hatte. Hache wurde auf dem Friedhof am Kettwiger Tor in Essen beigesetzt. Sein Grab wurde wegen Schließung des Friedhofs 1955 auf den Ostfriedhof Essen verlegt. Der dortige Grabstein ist nach Zerstörung des Originals im Zweiten Weltkrieg in den 1950er Jahren aus minderwertigem Gestein neugeschaffen worden und heute stark verwittert.
Nach ihm ist seit Juni 1934 die Hachestraße im Essener Stadtkern benannt, die 1886 bereits von Bahnhofstraße in Märkische Straße umbenannt worden war.